# 呉港
呉港（くれこう）は、広島県呉市にある港湾。港湾管理者は呉市。港湾法上の重要港湾、港則法上の特定港に指定されている。

## 概要
呉港は、瀬戸内海のほぼ中心に位置し、東は尾道糸崎港、西は広島港がある。呉市中心部の「呉港区」（川原石・宝町地区）、それより東にある「広港区」（広地区・阿賀マリノポリス地区）、更に東にある仁方地区の「仁方港区」の3つのエリアからなっている。
明治時代に第二海軍区鎮守府（呉鎮守府）が設置されたことが契機となり軍港として開港、現在は造船を中心とした重化学工業地帯の中にある工業港として、周辺芸予諸島を結ぶフェリー港として、広島港と四国松山港を結ぶ中継点として発達している。

## 沿革

### 呉軍港開設
元々この地は江戸時代まで半農半漁の寒村で歴史の表舞台に立つことはなかった。現在もこの地域の主要航路である音戸の瀬戸が、1164年（長寛2年）に開通したと伝えられている。
明治に入り、第二海軍区軍港が開港すること、広島県に鎮守府が置かれることが決定。呉・三原や江田島が候補地として挙がり、1883年（明治16年）から測量の結果、1884年（明治17年）に呉へ置かれることが決まった。1885年（明治18年）8月4日、山陽行幸の帰る途中であった明治天皇は、船上よりこの地を視察している。
1886年勅令第31号をもって軍港境界が定められ、真木長義中将を建築委員長、佐藤鎮雄大佐を副建築委員長とし、1887年（明治20年）11月起工した。施工業者を藤田組・大倉組（のちの大成建設）がつとめ、1万人を超える人夫が現場に入っていたものの、両社が競い合って進めていた中で人夫のいざこざが絶えず流血騒ぎまで発展した。そこで海軍主導で両社を一つの企業“日本土木会社”として働くよう仲をとりもったことで、以降の工事は順調に進んでいった。1889年（明治22年）3月末竣工。
1889年（明治22年）7月1日呉鎮守府が開庁、以降軍港として急速に発展していく。

### 近代/現代

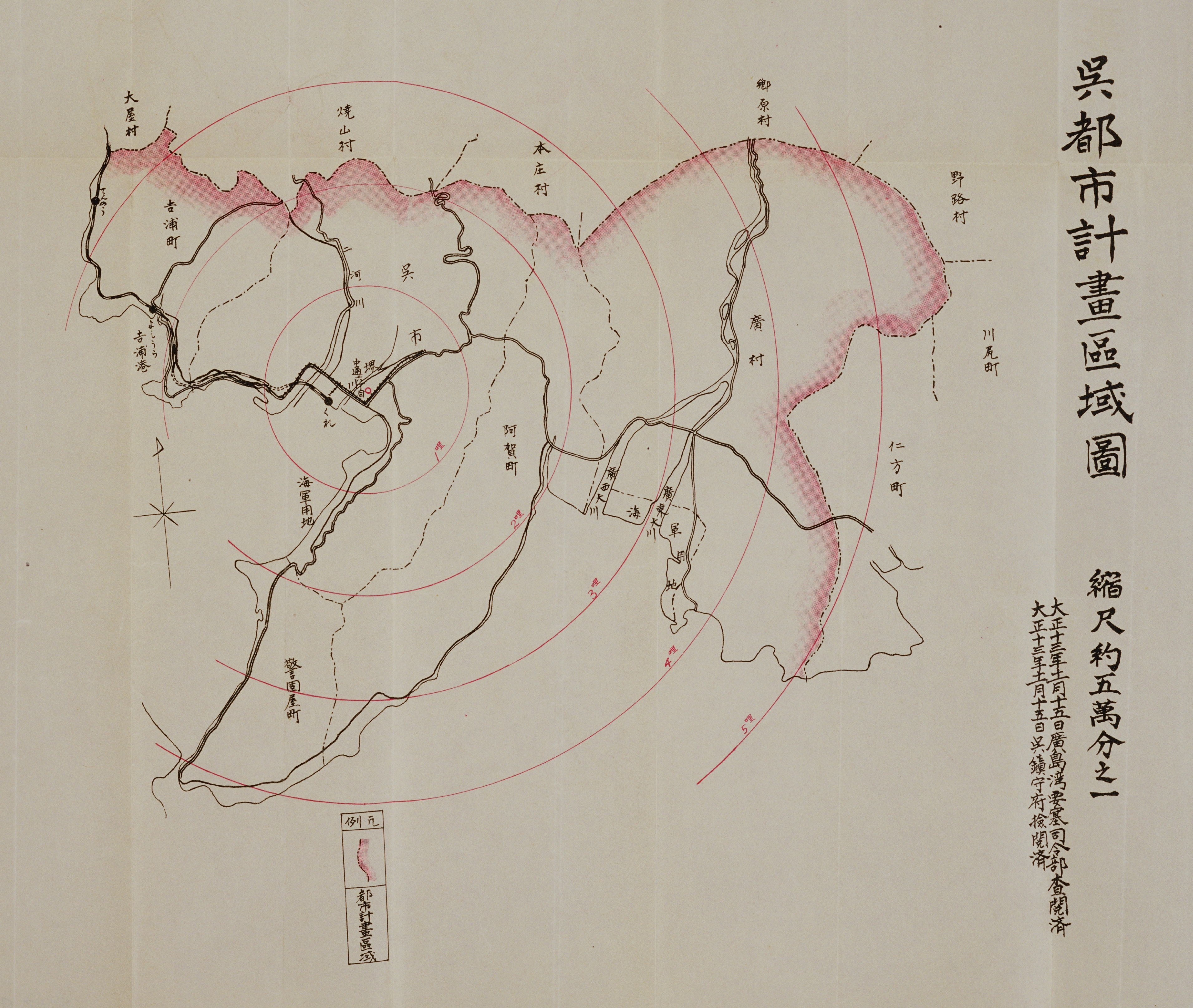
1924年呉市都市計画図
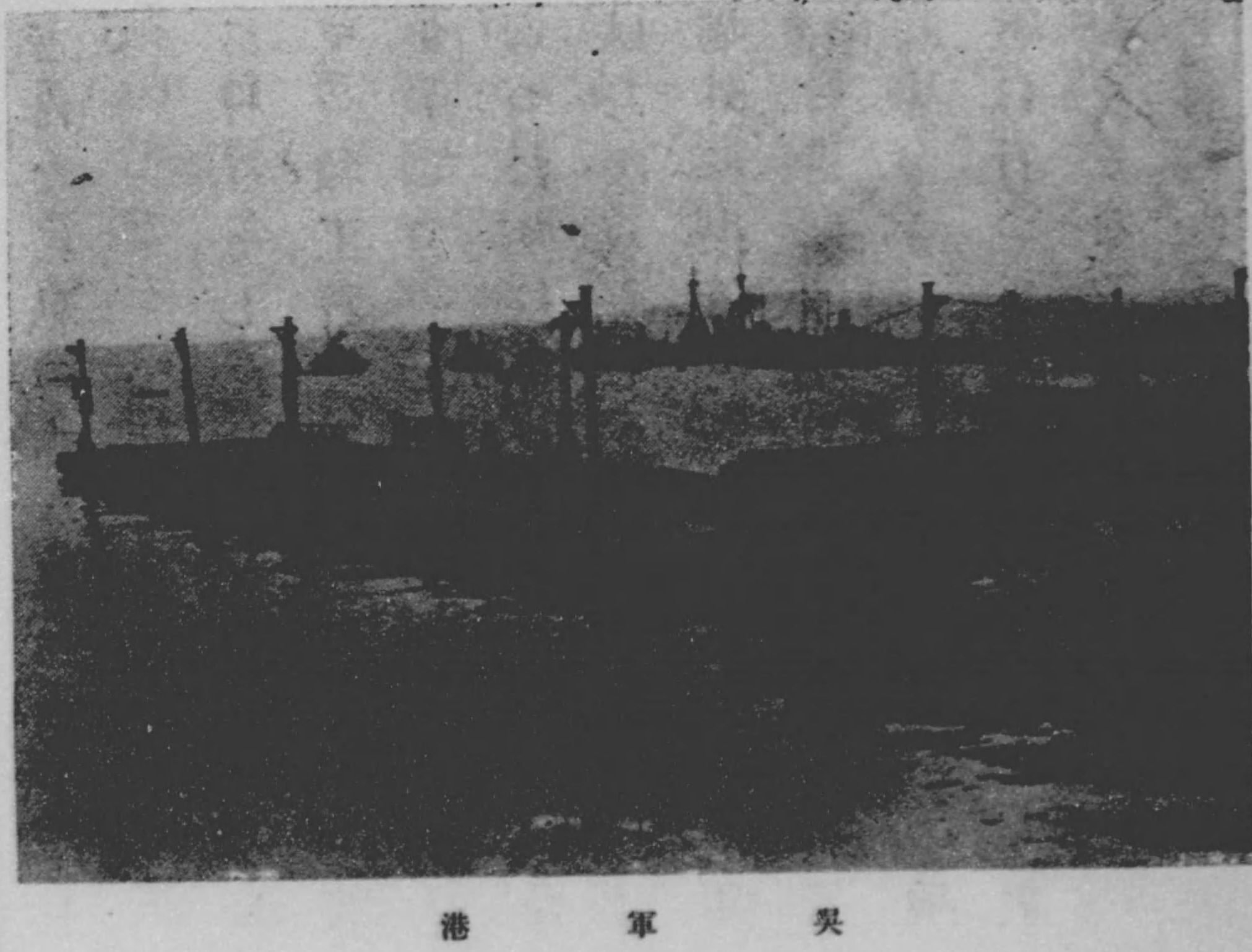
1932年頃の呉軍港 （本校郷土教育と郷土読本より）
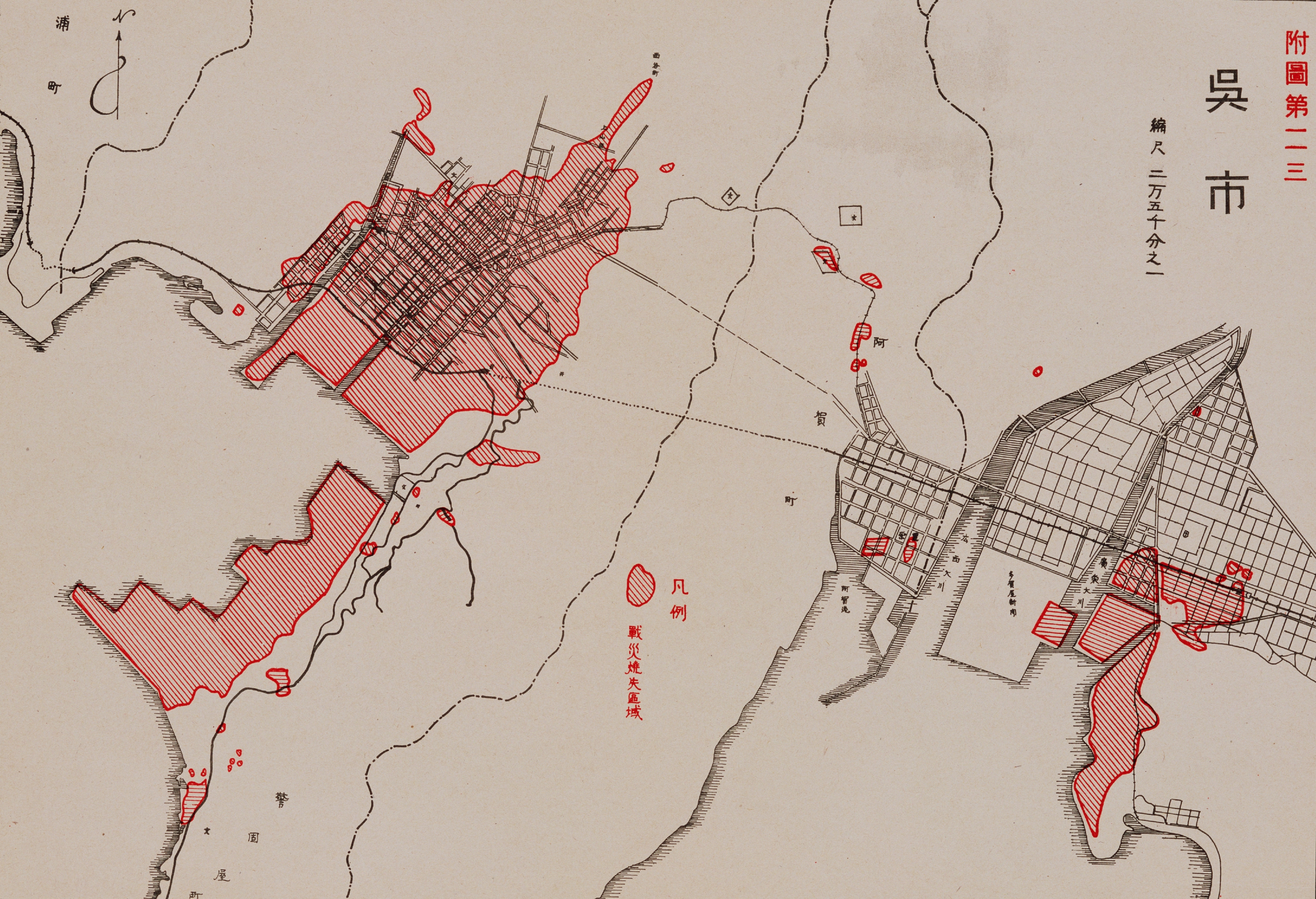
1945年呉市戦災概況図
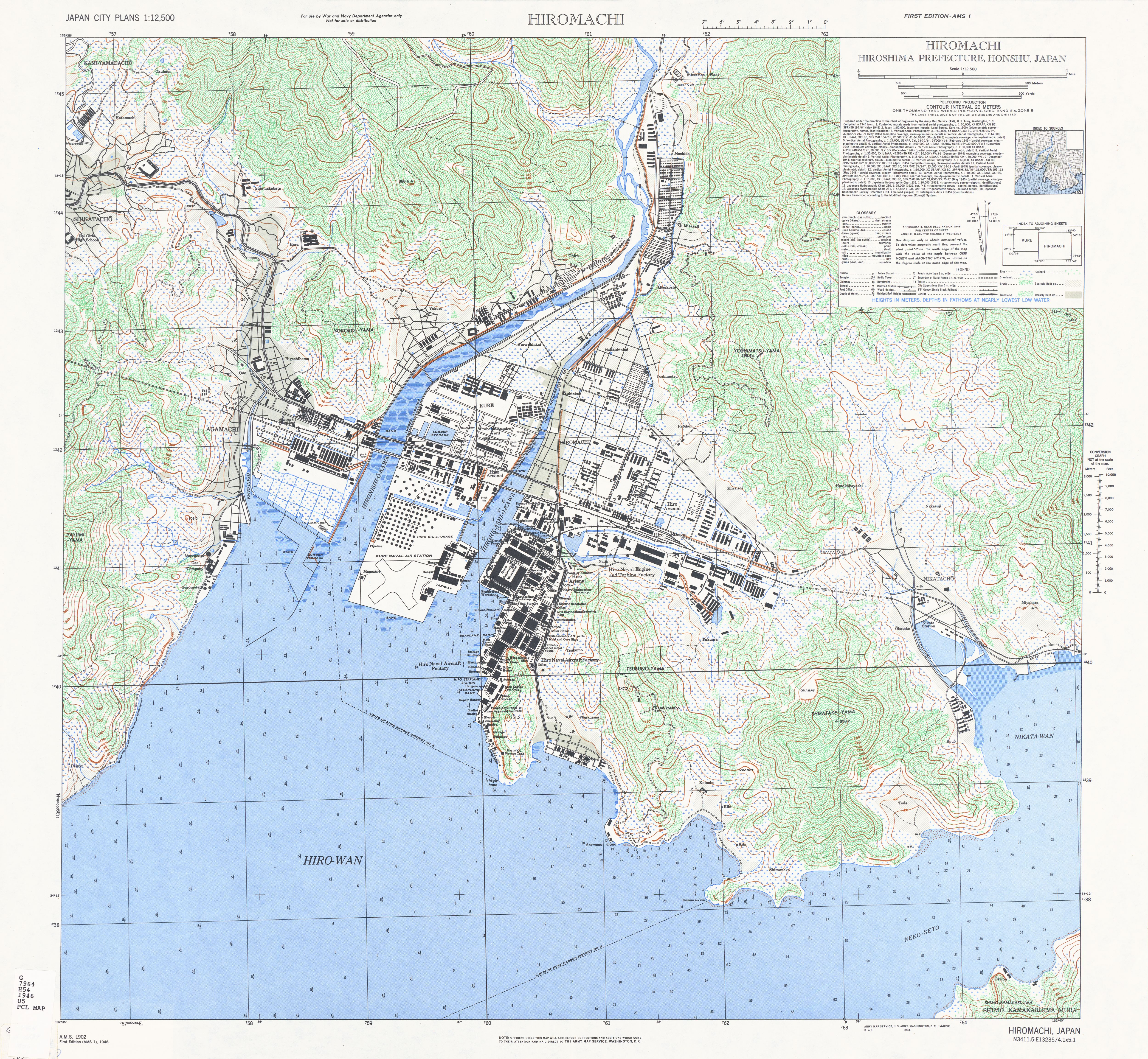
1945年にアメリカ軍が作成した広地区（中央左）と仁方地区（右下）の地図

1903年（明治36年）呉海軍工廠が設立されると、日本一の海軍工廠と言われる程にまで発達していく。当初は安芸郡和庄村・宮原村・荘山田村・警固屋村の4村つまり現在の呉港区で開発が始まり、1921年（大正10年）呉鎮守府広支廠（広海軍工廠）が設立されると広港区が、戦中である1942年（昭和17年）内務省直轄工事として仁方港区が開発された。
こうした状況から太平洋戦争末期にはアメリカ軍の爆破目標となり、1945年（昭和20年）3月呉軍港空襲を受け機能停止に陥った。戦後は呉工廠は閉鎖され運用停止、空襲により都市機能も落ち、その中でイギリス連邦占領軍の管轄となった。1948年（昭和23年）「呉港貿易港」に指定され改めて民間も利用できる貿易港として開港することとなる。1950年（昭和25年）旧軍港市転換法施行により占領軍から返還され、旧呉工廠に民間企業招致が始まる。
そして1951年（昭和26年）呉港は「重要港湾」に指定され、1952年（昭和27年） 呉市が港湾管理者に認可され、現在に至っている。

## 航路

### 呉港区
呉中央桟橋
- 瀬戸内海汽船・石崎汽船（高速船およびフェリー、共同運航）
  - 広島港（広島県広島市）〜呉中央桟橋〜松山観光港（愛媛県松山市）

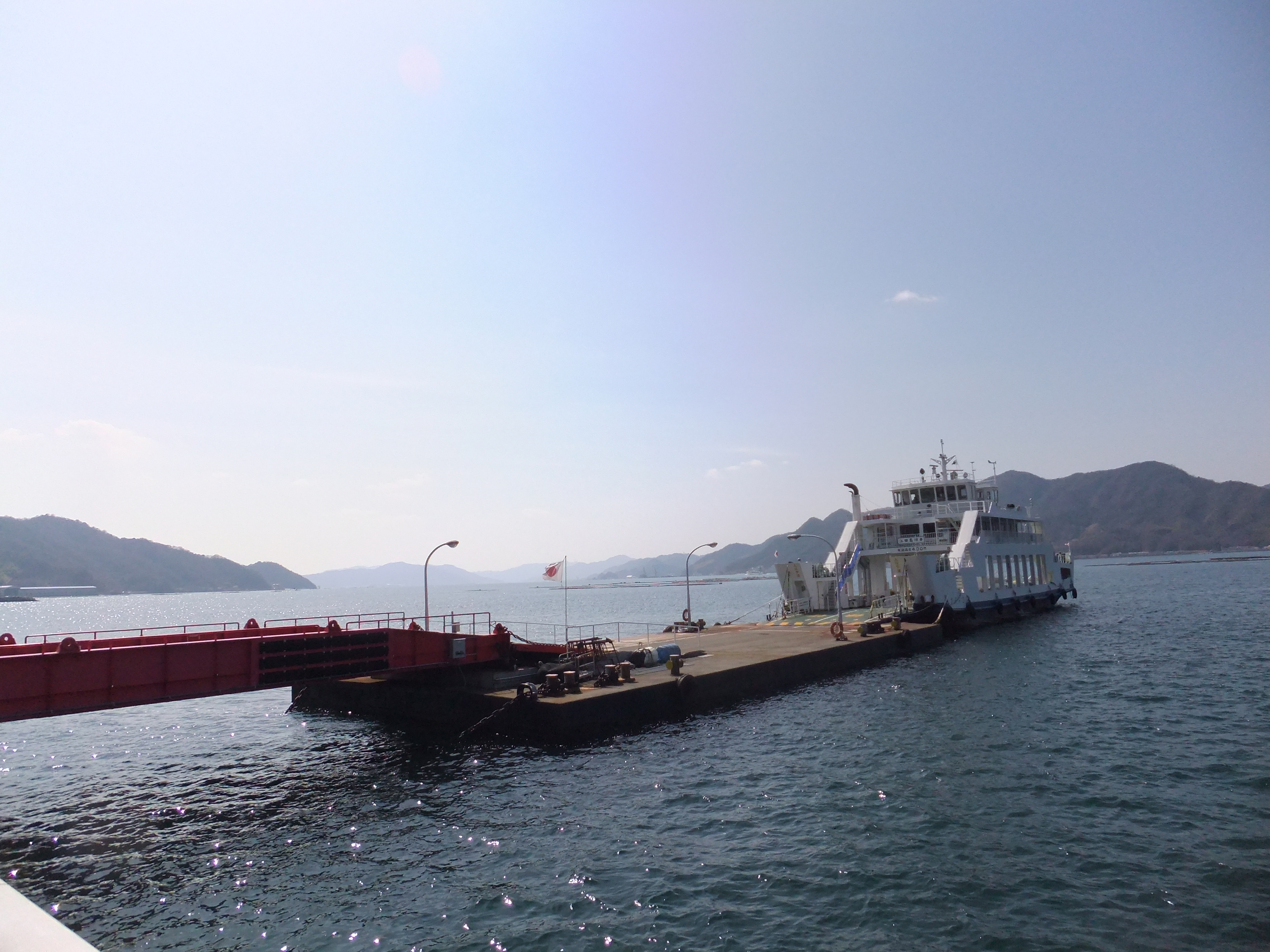
天応桟橋（陸側）
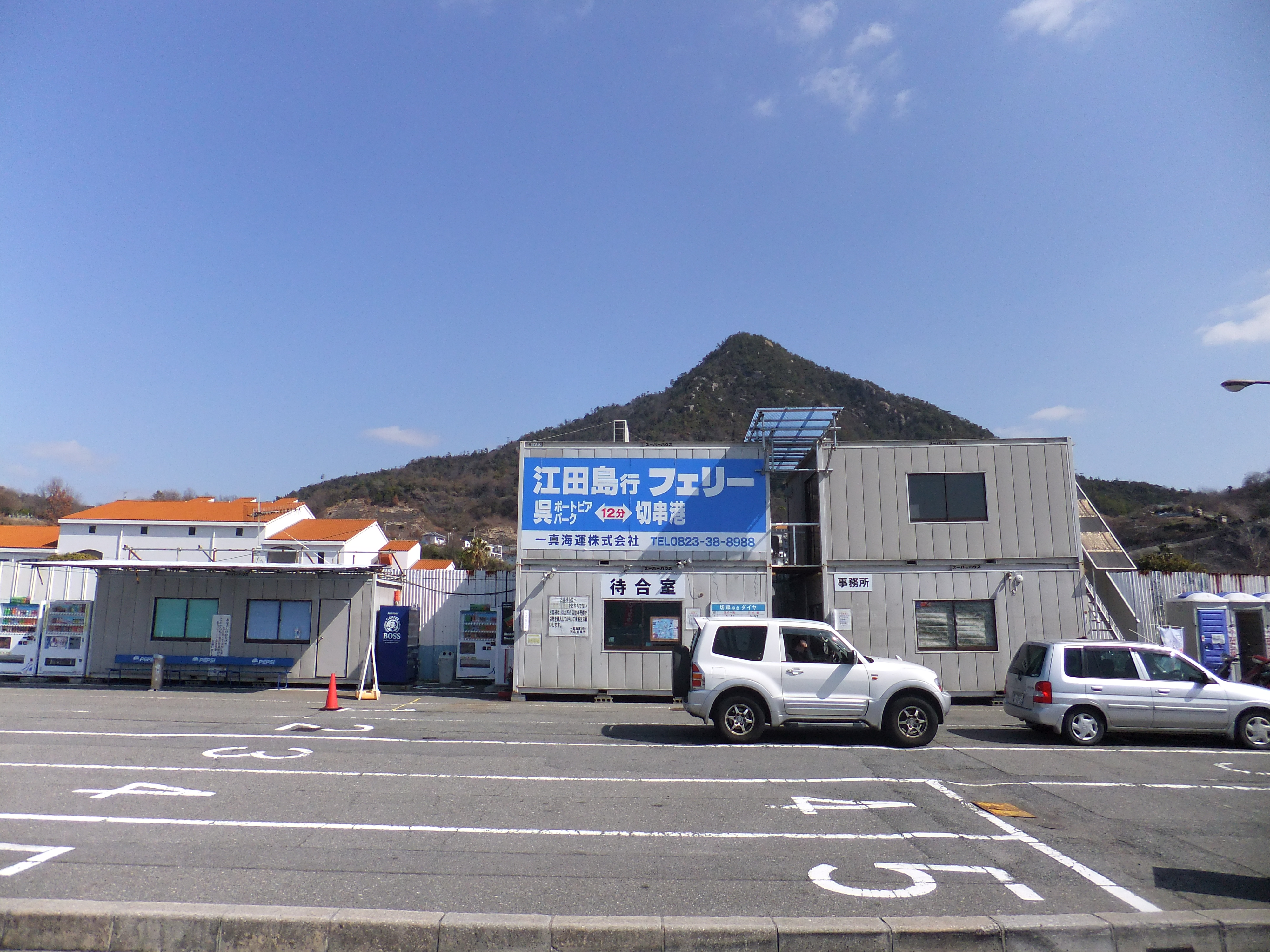
天応桟橋（待合室）
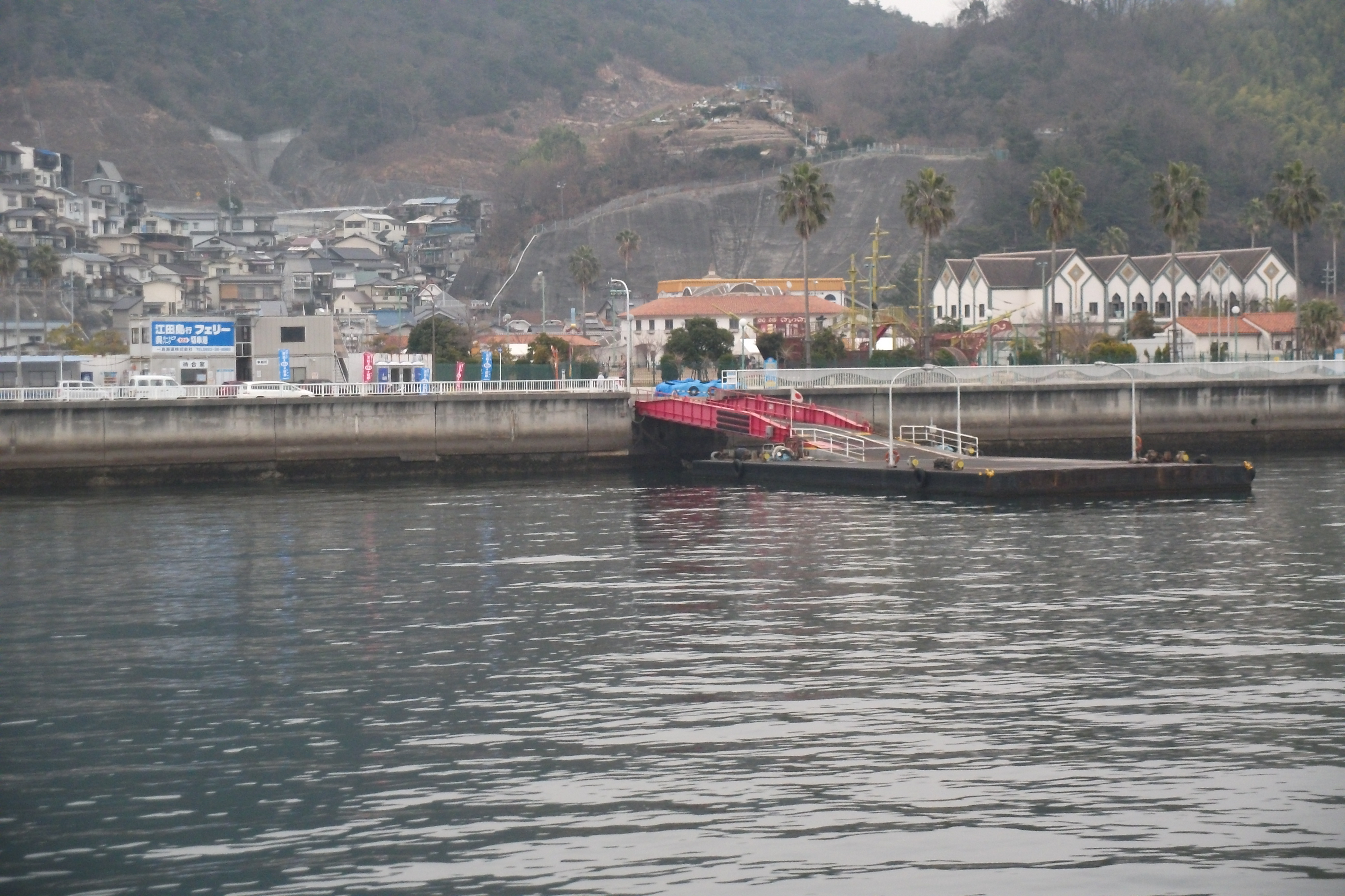
天応桟橋（海上側）

- バンカー・サプライ
  - 呉中央桟橋〜秋月港（広島県江田島市）

- 瀬戸内シーライン[8]
  - 呉中央桟橋〜小用港（広島県江田島市）

天応桟橋（呉ポートピアパーク隣接）
- 一真海運
  - 天応桟橋〜切串港（広島県江田島市）

- 天応桟橋（陸側）
- 天応桟橋（待合室）
- 天応桟橋（海上側）

### 広港区
阿賀港
- つかさ
  - 阿賀港〜情島

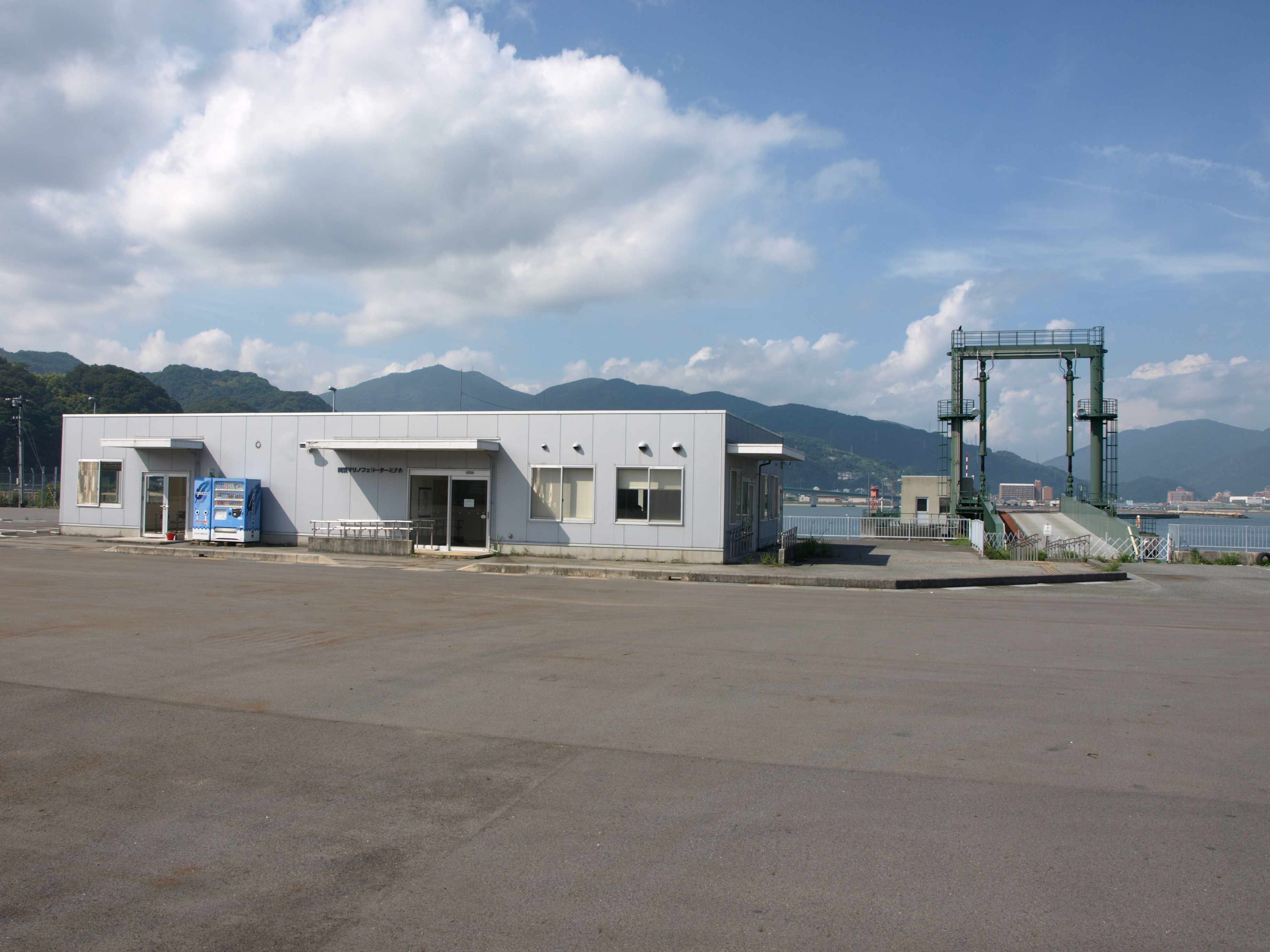
阿賀港（阿賀マリノターミナル）
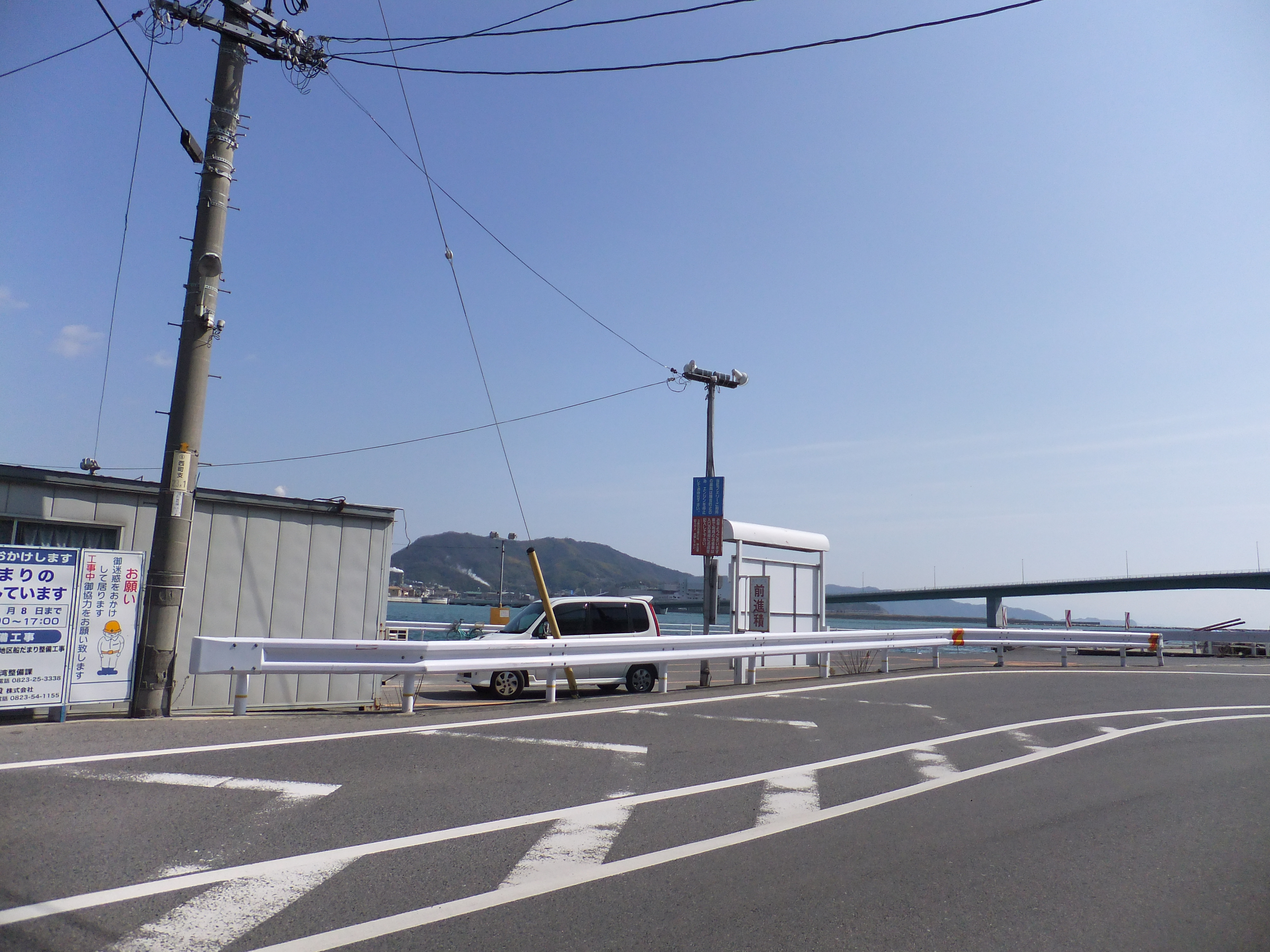
旧・阿賀港（陸側）
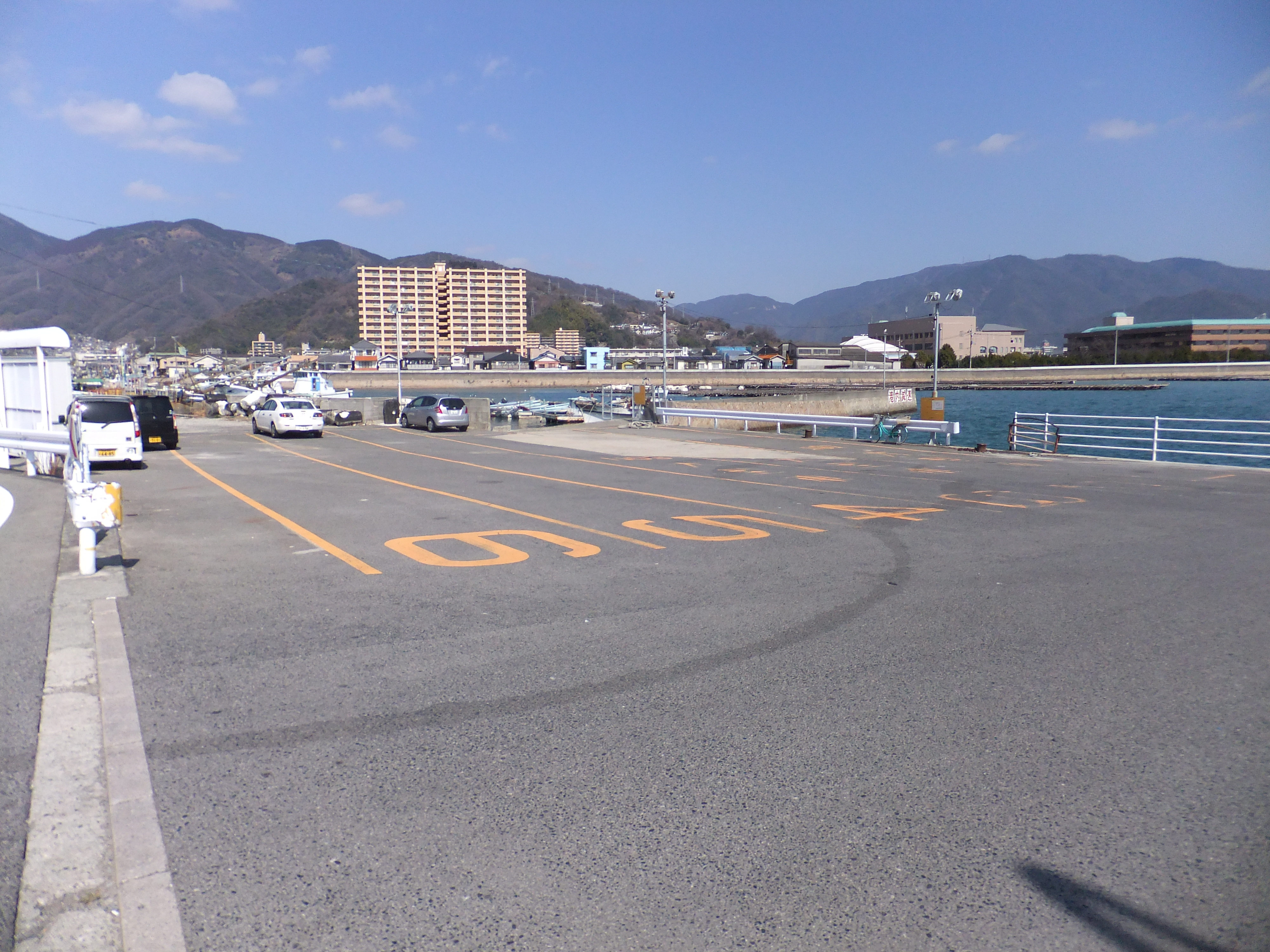
旧・阿賀港（陸側）

### 仁方港区

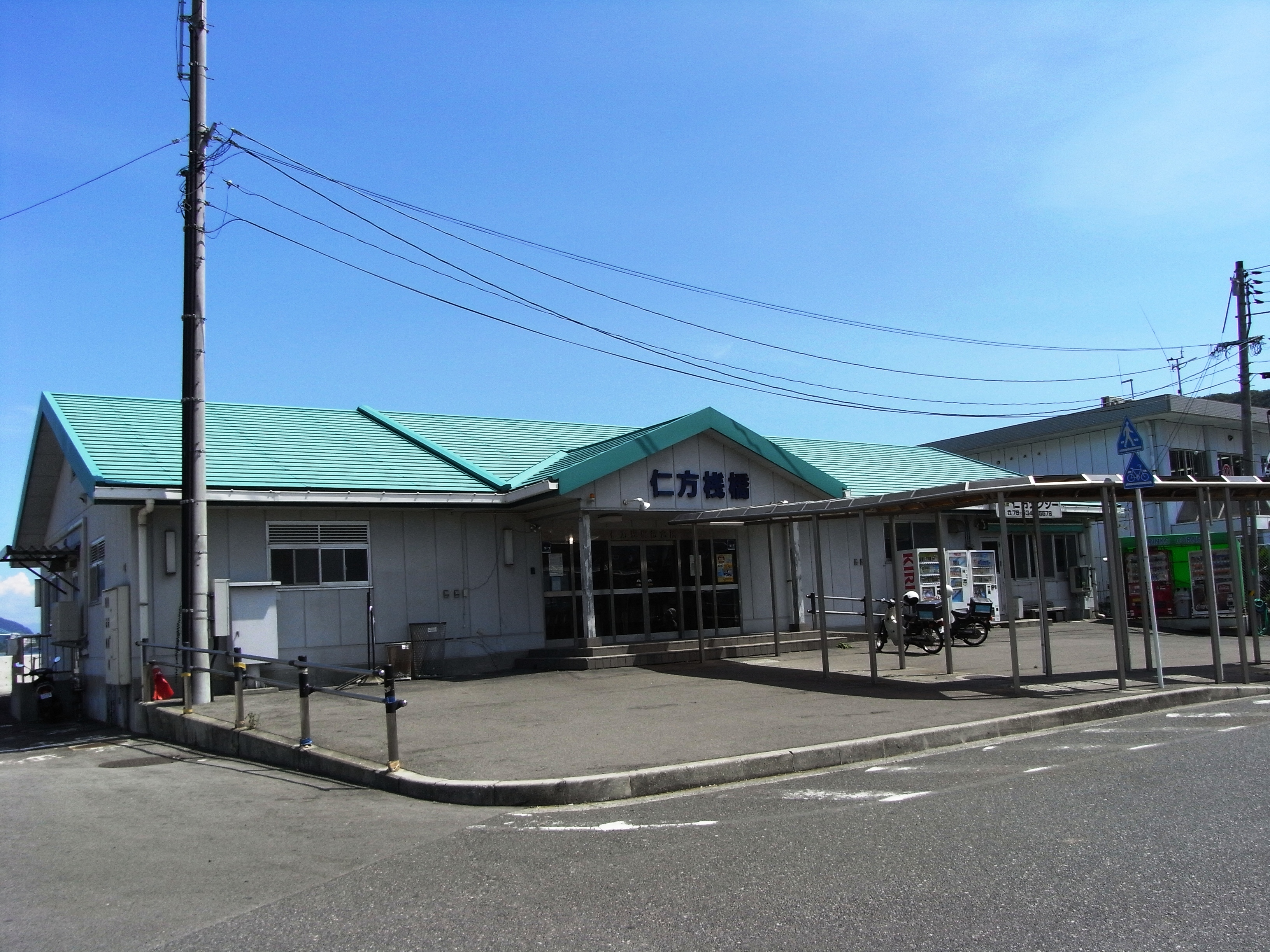
仁方桟橋（陸側）

### 休止・廃止航路
- 国鉄仁堀連絡船-1982年7月1日航路廃止
  - 仁方港〜堀江港（愛媛県松山市）
- 広別汽船
  - 呉港〜広島港〜別府国際観光港（大分県別府市）
- ソレイユエクスプレス - 2005年2月より運航休止。
  - 呉港〜広島港〜柳井港（山口県柳井市）〜別府国際観光港（大分県別府市）
- 広今あきなだ高速 - 2006年11月30日をもって廃止。
  - 広島港〜呉港〜宮盛港〜豊島港〜久比港〜大長港〜今治港
- 山陽商船 - 2007年6月30日をもって廃止。
  - 仁方港〜宮盛港〜豊島港〜久比港〜大長港〜御手洗港（大崎下島）
- 呉・松山フェリー- 2009年6月30日をもって廃止。
  - 阿賀港〜堀江港
- 大昭汽船
  - 呉港〜柿浦港（広島県江田島市）〜大君港（広島県江田島市）- 2009年4月より運航休止。
  - 呉港〜秋月港（広島県江田島市）- 2010年10月31日をもって廃止。2010年11月1日からバンカー・サプライが運航を継承。
- せと観光ボート
  - 仁方港〜宮盛港（上蒲刈島）〜豊島港（豊島）〜久比港（大崎下島）〜大長港（大崎下島）〜今治港（愛媛県今治市）- 2008年11月19日廃止。
  - 呉中央桟橋〜豊島港（豊島）〜大長港（大崎下島）〜御手洗港（大崎下島）〜今治港（愛媛県今治市）- 2011年3月23日をもって、呉中央桟橋 - 豊島港（豊島）間の運航を廃止し、航路を 大長港（大崎下島）- 今治港間としたが2011年8月21日まで運航後に廃止[9][10]。